# We Bare Bears: The Movie
We Bare Bears: The Movie (Escandalosos: la película en Hispanoamérica y Somos osos: la película en España) es una película animada estadounidense basada en la serie We Bare Bears. Dirigida por Daniel Chong y producida por Cartoon Network Studios, el largometraje incluye las voces de Eric Edelstein, Bobby Moynihan y Demetri Martin, quienes vuelven a interpretar sus personaje de la serie.
We Bare Bears: The Movie fue estrenada en plataformas digitales el 30 de junio de 2020 en Estados Unidos y Canadá y el 6 de noviembre de 2020 en Hispanoamérica. Su lanzamiento original sería el 8 de junio de 2020, pero fue pospuesto al día 30 de junio por motivos desconocidos. A pesar de este cambio, la película alcanzó a estar disponible en Amazon Prime Video y FandangoNow el día de estreno inicial, considerando esta película como el final oficial de la serie, aunque anteriormente ya se había lanzado el último episodio de la cuarta y última temporada.

## Argumento
Inicia con un momento en que Pardo (de osezno) camina por un enorme bosque hasta llegar en una vías del tren, donde conoce a Panda (de osezno), que tiene el pie derecho atrapado entre un par de tablas, Pardo trata de sacarlo, pero no puede, más de repente se aproxima un tren, provocando a los dos pánico y pidiendo ayuda, justo ahí aparece Polar (de osezno) desde un árbol a ayudarlos, lo logran, mas proceden a huir del tren. Forman de repente una torre, ya que Panda sufre cansancio y luego Pardo estaba más cerca del peligro. Justo cuando los alcanza, aparece Pardo (en la actualidad) despertando de su cama, como si hubiera sido una pesadilla. De ahí se entera de que llegó el día de «la cosa», llamando a Panda y a Polar para partir ya.
Pardo, Panda y Polar se apresuran para ser los primeros en llegar a «la cosa», que resulta ser un nuevo puesto ambulante de comida canadiense de Poutines, sin embargo durante su trayecto causaron muchos desastres, lo que hace que la población de San Francisco se moleste con ellos. Pronto llega Nom Nom, y al ver que a pesar de ser un patán, la gente lo alaba solo por ser viral, los Osos deciden que harán un intento para ser virales (a pesar de haber fallado en el pasado). Polar modifica la antena para transmitir el video en todas las pantallas de la ciudad, de modo que nadie pueda ignorarlos. Al inicio la transmisión parece ser un éxito, pero pronto la conexión falla y los dispositivos de la ciudad se descomponen y se provoca un apagón masivo.
En el juicio llega el Agente Trout, quien propone llevar a los Osos a una reserva, convenciendo a la gente de que la naturaleza tiene un orden. Sin embargo, Charlie conduce la furgoneta en la que llevarían a los Osos y los lleva al bosque. Pardo convence a sus hermanos de que deben escapar a Canadá, pues allí, todos aman a los osos. Los Osos modifican la furgoneta haciéndola parecer una furgoneta hippie (muy similar a la de la película «Unidos»). Panda inicialmente no quiere ir, pero luego accede para no quedarse con Charlie. Trout hace que el Oficial Murphy lo ayude a encontrar a los Osos y recluta a todo un ejército de soldados para capturarlos. Pardo, Panda y Polar, logran burlar a Trout, pero repentinamente caen a un barranco y el vehículo termina muy dañado. Los Osos se encuentran con animales virales en internet y se unen a una fiesta con ellos, sin embargo, luego de descubrir que no son virales optan por llamar a la policía, pero luego de que les cuenten su situación los dejan quedarse. En la noche, Pardo vuelve a soñar con el día en el que conoció a sus hermanos, pero de una forma más oscura mientras se ve a la locomotora caracterizada como el Agente Trout. Pizza Rat (uno de los animales de la fiesta) llama a Trout, movido por los celos, por lo que a la mañana siguiente, los Osos escapan mientras los animales intentan detener a los soldados.
Finalmente, los Osos llegan a Canadá, pero el encargado no les permite el acceso, pues no cuentan con pasaporte. Y como si no fuera suficiente, la furgoneta explota. Luego llega Trout para capturarlos. Polar y Panda son encarcelados para ser enviados al Ártico y China respectivamente, mientras que Pardo, es llevado a una reserva animal con osos que no hablan. Pardo, se encuentra con la versión joven de sí mismo y recuerda que al conocer a sus hermanos hicieron una promesa de nunca separarse, exactamente prometieron ser: «Hermanos para siempre» (por lo que no fue una pesadilla, sino que una visión del pasado), por lo que Pardo se libera de la jaula para salvar a sus hermanos, y también libera a los otros osos. El contacto que tuvo la celda eléctrica con la reserva, produce un incendio forestal mientras que Pardo, Panda y Polar, encierran a Trout, y deciden que con la ayuda de los otros osos formarán la torre para escapar del incendio y llegar a un helicóptero conducido por el Oficial Murphy. Trout se libera de la jaula y usa la torre como escalera para llegar al helicóptero y le ordena al Oficial que los deje, pero el Oficial lo golpea y arresta. Trout es arrestado, los osos regresan a San Francisco y la gente los acepta, pues su rescate fue transmitido por televisión y la ciudad también le da una segunda oportunidad al resto de osos.
Durante los créditos, podemos observar como los habitantes de San Francisco conviven con todos los osos en armonía.

## Reparto
- Eric Edelstein como Pardo: El mayor de los hermanos y quién los mete en este lío. Es un oso muy enérgico.
- Bobby Moynihan como Panda: El hermano del medio quién no está seguro de los planes de su hermano mayor. Suele ser paranoico.
- Demetri Martin como Polar: El más joven. No suele hablar mucho y cuando lo hace habla en tercera persona.
- Marc Evan Jackson como Agente Trout: El villano de la película que quiere separar a los osos para siempre.
- Jason Lee como Charlie: Un pie grande amigo de los osos.
- Sam Lavagnino como Bebé Pardo.
- Max Mitchell como Bebé Panda y Bebé Polar.
- Cameron Esposito como guardabosques Tabes: Una amiga de los osos.
- Ellie Kemper como Lucy: Una amiga de los osos y el ex interés amoroso de Panda.
- Patton Oswalt como Nom Nom: Una estrella de internet muy excéntrica.
- Mel Rodriguez como Darrell: Un amigo de los osos.
- Charlyne Yi como Chloe Park: Una amiga de los osos.
- Amber Liu como mapache Jojo: Una de las integrantes de Juice My Racoon Car.
- Jimmy O. Yang como mapache Joey: Uno de los integrantes de Juice My Racoon Car.

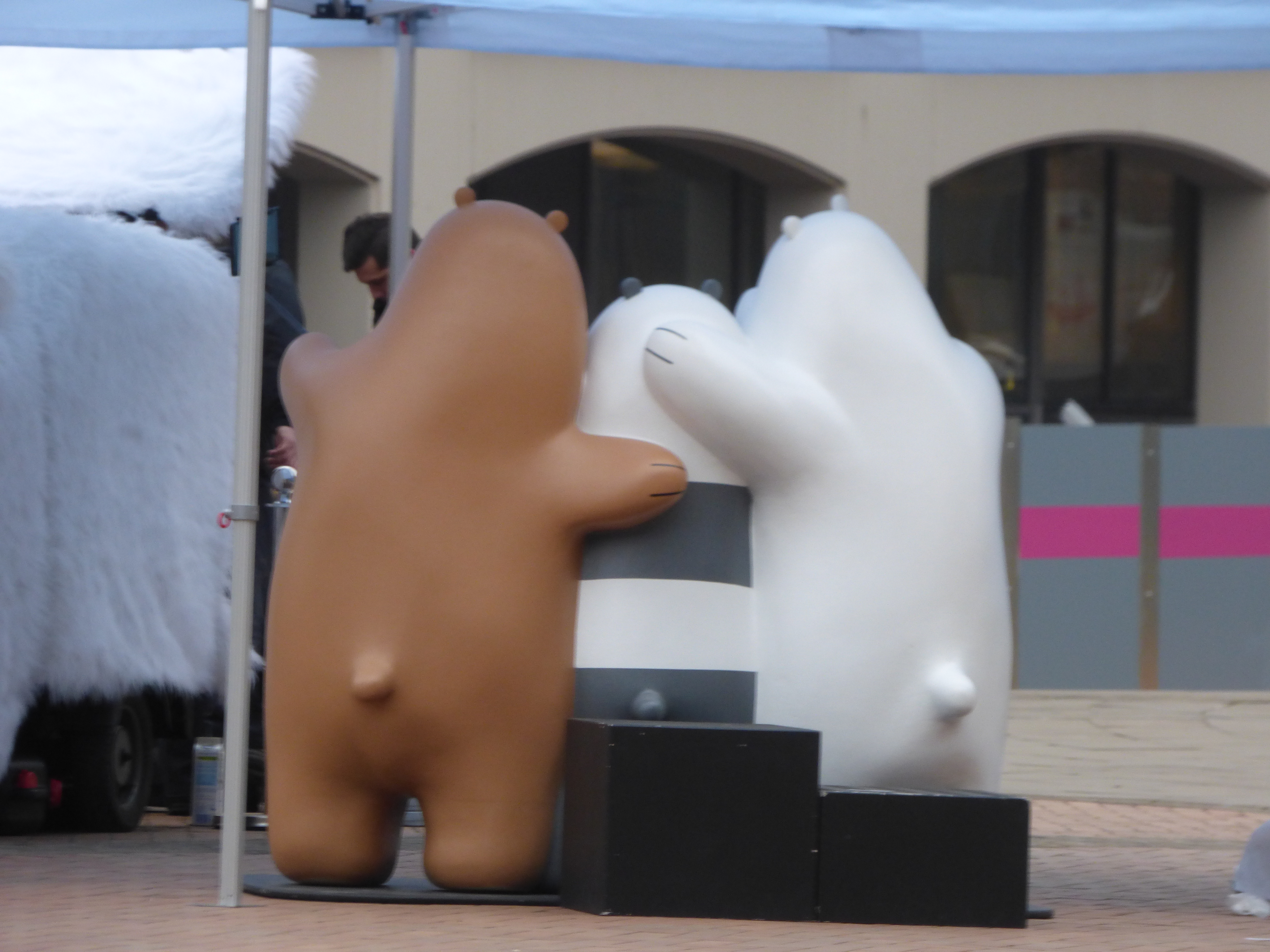
Los Osos

## Producción
La película fue anunciada por Cartoon Network el 30 de mayo de 2019, al concluir la cuarta temporada de la serie. Al mismo tiempo, la cadena anunció la producción de una serie derivada que se enfocará en los osos cuando eran pequeños. Un breve adelanto de la cinta fue mostrado durante el festival SF Sketchfest 2020.
El 21 de mayo de 2020, el avance oficial de la película —incluyendo su fecha de estreno— fue presentado por los actores de voz de la serie a través de una videochat de Zoom Video. Posteriormente, el avance fue subido a internet.

## Banda sonora "We Bare Bears: The Movie (Original Soundtrack)»
La música de We Bare Bears: The Movie fue compuesta por Brad Breeck, quién era compositor de la serie original de We Bare Bears. A su vez, el sencillo de la banda sonora oficial no contiene la música del filme, pero contiene el tema principal extendido de la serie cantado por Estelle el cual se escucha al inicio de la cinta. También contiene la canción que Los Osos cantan en su camino a Canadá, así como también la canción cantada por Pardo al inicio. Curiosamente no se encuentra en el sencillo la versión de la canción Everywhere cantada por el cantante Roosevelt y escuchada en los créditos finales de la película.

## Lanzamiento

### Digital y Televisión (Estados Unidos)
El alquiler de We Bare Bears: The Movie comenzó el 30 de junio de 2020 en los Estados Unidos y Canadá a través de las plataformas digitales iTunes Store, Amazon Prime Video y Google Play Movies & TV.
Esta se transmitió en los Estados Unidos por Cartoon Network el día 7 de septiembre del mismo año, junto a un previo maratón de 3 días con todos los episodios del show.

### Latinoamérica
We Bare Bears: The Movie fue estrenada por Cartoon Network el 6 de noviembre a las 21:00 p. m. A pesar de esto, la mayoría de la gente vio la película de forma ilegal durante el 8 de junio, gracias al error de Amazon Prime Video.